# Marie Magdalene Sogn
Marie Magdalene Sogn er et sogn i Syddjurs Provsti (Århus Stift).
I 1800-tallet var Koed Sogn anneks til Marie Magdalene Sogn. Begge sogne hørte til Sønderhald Herred i Randers Amt. Marie Magdalene-Koed sognekommune blev ved kommunalreformen i 1970 indlemmet i Midtdjurs Kommune, som ved strukturreformen i 2007 indgik i Syddjurs Kommune.
I Marie Magdalene Sogn ligger Marie Magdalene Kirke fra 1458 og Pindstrup Kirke fra 1968.
I sognet findes følgende autoriserede stednavne:
- Bjergene (bebyggelse)
- Brunmose (bebyggelse, ejerlav)
- Bøjstrup (bebyggelse, ejerlav)
- Bøjstrup Skov (areal)
- Fjeld Skov (areal)
- Fjeld (bebyggelse)
- Gammel Ryomgård (ejerlav, landbrugsejendom)
- Husbjerge (areal)
- Kveldsø (vandareal)
- Margrethelund (bebyggelse)
- Marie Magdalene (bebyggelse, ejerlav)
- Marienhof (bebyggelse)
- Pindstrup (bebyggelse, ejerlav)
- Pindstrup Mose (areal)
- Ringsø (bebyggelse)
- Rosen (vandareal)
- Ryomgård (bebyggelse)
- Smørmose (areal)
- Stadsborg Mose (areal)
- Såbydal (bebyggelse)
- Vallum Sø (vandareal)